# 3-羟基苯乙酮
3-羟基苯乙酮（也称为间羟基苯乙酮）是一种有机化合物，化学式C
8H
8O
2，为一种羟基苯乙酮同分异构体，是河狸香的成分之一。